# 南野陽子 ナンノこれしきっ!
『南野陽子 ナンノこれしきっ!』（みなみのようこ ナンノこれしきっ）は、ニッポン放送系列（NRN）で1986年10月12日から1990年6月24日にかけて放送された日曜の深夜放送。タイトルの通り南野陽子がDJを務めた。

## 概要
前番組『南野陽子 落書きだらけのクロッキーブック』の流れを基本的に受け継いでおり、主にトークと視聴者参加のコーナー、曲のコーナーで構成される。番組開始時間と共に1分半程度の短いトークの後、オープニングとコマーシャル、ジングルを挟んでトークと曲、さらにCMとジングルが流れた後に視聴者参加型のコーナー（一時期はこちらもトークの枠だった）と曲が流れ、最後にエンディングとなる。
南野は、「南野陽子という女の子が喋っている番組というよりも、リスナーと作る番組にしたくて、素人っぽいギャグとかを大切に入れてるつもり」であると語っている。番組構成は、ディレクター、作家、ミキサー、南野の4名。ハガキのリアクションなどは全てアドリブ。トークは主にドラマや映画の収録の裏話などの南野本人の近況や出来事など、話題は多岐に渡る。南野は番組の台本に「コーナータイトルと、『ここは5分』（このパートは5分以内で収めて）くらいしか書かれてなかった」ことや、当時スケジュールが詰まって多忙だったことで、楽屋に直接本番組のスタッフが来てデンスケで収録をしたことを明かしたことがあり、「“ここだけ感”でこの番組をやっていた」と言う。そしてラジオパーソナリティを始めるまで自分はあまりしゃべらない方だったが、「ラジオで毎回（話す内容を）絞り出していたから、今こんなぶっちゃけキャラになったのかも知れない」とも話している。
曲は毎回2曲かけられるが、毎回1曲目はジャンルにかかわらず（アニメソングやテレビ番組の主題歌が中心）、2曲目は本人の曲がかけられることが多い。
ニッポン放送では当番組が一週間の締めにあたり、その後緊急警報放送の試験電波が発射され、コールサインが案内されクロージングとなるが、ネット局の毎日放送（MBS）では一時期日曜夜21:30から放送され、その後『MBSヤングタウン』と続くなど、各地では放送時間にバラつきがあった（詳細は#ネット局と各局の放送時間の節を参照）。
最盛期では週に平均1万通のハガキが寄せられるなど、アイドルラジオでは最も高い人気を集めた。南野のモーニングコールを吹き込んだカセットテープのプレゼント企画では最大15万通のハガキを集め、ニッポン放送の記録を塗り替えた。

## 突然の打ち切りとその後
1990年6月に番組の打ち切りが決定した。急に番組を打ち切られた南野はニッポン放送に対して怒り心頭だったという。同時に番組のスポンサー（ニッポン放送限定）も降板した。
一方で、同じ日曜夜に放送されていた『中山美穂 P.S. I LOVE YOU』が本来は1時間番組にもかかわらず、ニッポン放送だけ当時30分と短縮版で放送されていたため、早期に是正する必要もあった。『ナンノこれしきっ!』の打ち切りにより、『P.S. I LOVE YOU』は1時間番組に「拡大」した。
最終回までネットしていた各地のラジオ放送局も対応に追われ、熊本放送の場合、後番組に同じニッポン放送の『あなたにWINK』のネットを決めた。
『ナンノこれしきっ!』が終了して2か月近く経った1990年8月18日に、『東京ハラギャーテーズ夏休みスペシャル・ナンノこれしきっ!増刊号』（23:00～25:00放送）という特番として一度復活している。
また、16年後の2006年10月2日からは再びニッポン放送で南野のレギュラー番組『南野陽子 今日はナンノ日っ!』が開始され、5年間続いた。

## コーナー
- 茶封筒クイズ 
番組当初からのコーナー。毎回視聴者が送ってきた茶封筒の中に用意されているクイズに答えて、正解なら楽しい「メルヘンチャレンジ」、答えられなかった場合は罰ゲームのような「大変チャレンジ」に挑戦する。メルヘンチャレンジでは主に新発売のアルバムやシングルのラジオプロモーションをしたり太鼓を使って「ナンノ音頭」を作らされたり、大変チャレンジでは生後数ヶ月の赤ちゃんをあやしたり、一人二役の漫才、タクシーの運転手に自分の歌を歌ってもらったりと中にはアイドルのやらされることとは思えないのもあり、南野陽子の素顔が見られる貴重なコーナーであった。また「メルヘンチャレンジ」とはいっても「大変チャレンジ」に近いものもあった。
- CM前の葉書コーナー [7]
1曲目の後、CMまでのほんのわずかな時間(30秒以下)に南野陽子への質問などの短い葉書を読んでそれに答えるというミニコーナー。BGMはThe Toy Dollsの「Nellie the Elephant」だったが、時には質問の答えが長くなってBGMが終わってもなかなか終わらないこともあった。
- ナンノ箱 [7]
基本的には上記の「茶封筒クイズ」と同様で、視聴者がクイズを用意する形式でなくなった分スタッフが毎回指令を用意してそれを実行するというものであった。毎回下される指令は「大変チャレンジ」や「メルヘンチャレンジ」で行われたのと似ている。
- こうにちまいないベスト5 (特集ではベスト3に変更)
後期に登場したコーナー。視聴者が毎回お題を出し、それに「こうに違いない」という事を5つ挙げる。(例：「ぼーっとしててふと気づいていたらやっていたこと」や「これを食べると最後まで食べてしまうもの」など)

## 使用曲等
- OP：RUN D.M.C.「ウォーク・ディス・ウェイ」（エアロスミスのカバー）
- ED：マイク・マーシャル & ダロル・アンガー「Dolphins」（アルバム『CHIAROSCURO』より[8]）

CM明けのジングルは2バージョンあり、1つ目は本人の1stアルバム、「ジェラート」に収録されている「春景色」のアウトロ部分を、2つ目はオリジナル曲（阿波踊りのアレンジ）をバックに彼女が番組名を読み上げるというものだった。
またこれらの曲は1989年頃に変更されている。
OPは村下孝蔵の「幸せのメロディー」に変更された。

## ネット局と各局の放送時間
- ニッポン放送　日曜日25:00-25:30

| 局名         | 1986年10月 -      | 1987年4月 -        | 1987年10月 -                        | 1988年4月 -       |
| ------------ | ----------------- | ------------------ | ----------------------------------- | ----------------- |
| STVラジオ    |                   | 土曜22:30 - 23:00  | →                                   | →                 |
| 青森放送     |                   |                    |                                     |                   |
| 秋田放送     |                   |                    |                                     |                   |
| 岩手放送     |                   | 日曜 24:30 - 25:00 |                                     |                   |
| ラジオ福島   |                   |                    | 土曜21:30 - 22:00                   | 土曜23:30 - 24:00 |
| 山梨放送     |                   |                    | 日曜23:30 - 24:00                   | 日曜24:30 - 25:00 |
| 静岡放送     | 日曜23:00 - 23:30 | →                  | →                                   | 日曜24:30 - 25:00 |
| 東海ラジオ   | 日曜24:00 - 24:30 | →                  | →                                   | →                 |
| 岐阜放送     | 土曜21:00 - 21:30 |                    |                                     |                   |
| 北陸放送     |                   |                    |                                     |                   |
| 福井放送     |                   |                    |                                     |                   |
| 毎日放送     | 土曜25:00 - 25:30 | →                  | →                                   | 日曜21:30 - 22:00 |
| 山陰放送     |                   |                    |                                     |                   |
| 中国放送     |                   |                    | 土曜19:00 - 19:30                   |                   |
| 山口放送     |                   |                    | 日曜21:30 - 22:00                   |                   |
| 南海放送     |                   |                    |                                     |                   |
| 高知放送     |                   |                    | 土曜24:00 - 24:30                   | →                 |
| 九州朝日放送 | 土曜22:30 - 23:00 | →                  | →                                   | →                 |
| 長崎放送     |                   |                    |                                     | 月曜18:30 - 19:00 |
| 熊本放送     |                   |                    |                                     |                   |
| 宮崎放送     |                   |                    |                                     |                   |
|              |                   |                    |                                     |                   |
| 局名         | 1988年10月 -      | 1989年4月 -        | 1989年10月 -                        | 1990年4月 -       |
| STVラジオ    | 土曜22:30 - 23:00 | →                  |                                     |                   |
| 青森放送     | 土曜21:30 - 22:00 | →                  | 水曜22:30 - 23:00                   | →                 |
| 秋田放送     | 土曜20:30 - 21:00 | 土曜24:30 - 25:00  | →                                   |                   |
| 岩手放送     |                   |                    |                                     |                   |
| ラジオ福島   |                   |                    | 土曜22:25 - 22:55 （1990年1月から） |                   |
| 山梨放送     | 日曜24:30 - 25:00 | →                  | →                                   | →                 |
| 静岡放送     | 日曜24:30 - 25:00 | →                  | 日曜22:30 - 23:00                   |                   |
| 東海ラジオ   | 日曜24:00 - 24:30 | →                  | →                                   |                   |
| 岐阜放送     |                   |                    |                                     |                   |
| 北陸放送     | 日曜22:30 - 23:00 | →                  | 日曜22:00 - 22:30                   |                   |
| 福井放送     | 土曜20:30 - 21:00 |                    |                                     |                   |
| 毎日放送     | 日曜21:30 - 22:00 | →                  | →                                   |                   |
| 山陰放送     | 土曜21:30 - 22:00 |                    | 日曜21:30 - 22:00                   |                   |
| 中国放送     | 日曜24:30 - 25:00 | →                  |                                     |                   |
| 山口放送     |                   |                    | 日曜21:30 - 22:00                   |                   |
| 南海放送     | 土曜18:30 - 19:00 |                    |                                     |                   |
| 高知放送     | 土曜21:00 - 21:30 |                    |                                     |                   |
| 九州朝日放送 | 土曜22:30 - 23:00 | →                  | →                                   |                   |
| 長崎放送     | 日曜21:00 - 21:30 |                    |                                     |                   |
| 熊本放送     | 金曜24:25 - 24:55 | →                  | →                                   | →                 |
| 宮崎放送     | 日曜18:30 - 19:00 |                    |                                     |                   |

（「→」は、放送曜日・時間帯変更無し、網掛け枠は放送無し）